# 미래농촌연구회
미래농촌연구회는 농업기술분야에 대한 연구개발 및 기술보급, 장학사업실시로 농촌생활환경개선 및 지역사회발전에 기여할 목적으로 1998년 10월 7일 설립된 대한민국 농림수산식품부 소관의 사단법인이다. 사무실은 서울특별시 종로구 종로 19 르메이에르종로타운에 있다.

## 주요 사업
- 농업기술에 관한 학술연구사업 및 보급 : 친환경농업분야, 고랭지시설원예분야, 토양관리분야, 가축분뇨의 효율적 처리방안
- 농업인 자녀에 대한 장학사업